# Wilfried Hoops
Wilfried Hoops (* 19. August 1956 in Bremerhaven) ist ein deutscher Jurist, Ministerial- und politischer Beamter. Er war von 2017 bis 2022 Staatssekretär im Justizministerium des Landes Schleswig-Holstein.

## Leben

### Ausbildung und Beruf
Nach seinem Abitur und dem anschließend folgenden Wehrdienst nahm Hoops 1976 ein Studium der Rechtswissenschaften an der Christian-Albrechts-Universität zu Kiel auf. Dieses schloss er 1981 mit der Ersten Juristischen Staatsprüfung am Schleswig-Holsteinischen Oberlandesgericht in Schleswig ab. In der Folge absolvierte er im Bezirk des Hanseatischen Oberlandesgerichts in Bremen sein Rechtsreferendariat (1982–1985) und legte seine Zweite Juristische Staatsprüfung beim Gemeinsamen Prüfungsamt in Hamburg 1985 ab.
Im Mai 1985 trat Hoops in den richterlichen Dienst des Landes Schleswig-Holstein ein, von 1989 bis 1994 war er Richter am Landgericht Kiel, ehe er an das Schleswig-Holsteinische Oberlandesgericht wechselte und dort 1996 zum Richter am Oberlandesgericht ernannt wurde. Von 1998 bis 2010 leitete er als Direktor des Amtsgerichts das Amtsgericht Neumünster. 2009 und 2010 war er zugleich ständiges richterliches Mitglied des Schleswig-Holsteinischen Richterwahlausschusses.

### Tätigkeit als Lehrbeauftragter
Von 2007 bis 2017 war er mit Unterbrechungen als Lehrbeauftragter im Bereich Agrarwirtschaft an der Fachhochschule Kiel tätig. Dort hielt er Lehrveranstaltungen zum Thema Agrarrecht.

### Politische Tätigkeit
Im Juli 2010 wechselte Hoops in das Justizministerium und wurde als Ministerialdirigent Leiter der Abteilung Rechts- und justizpolitische Angelegenheiten, Gerichte und Staatsanwaltschaften im Ministerium für Justiz, Gleichstellung und Integration des Landes Schleswig-Holstein. Im Zuge der Bildung des Kabinetts Günther I wurde Hoops am 29. Juni 2017 auf Vorschlag der CDU unter Ministerin Sabine Sütterlin-Waack zum Staatssekretär im Ministerium für Justiz, Gleichstellung und Integration des Landes Schleswig-Holstein berufen. Auch unter Sütterlin-Waacks Nachfolger Claus Christian Claussen war Hoops im ab Mai 2020 neu zugeschnittenen Ministerium für Justiz, Europa und Verbraucherschutz des Landes Schleswig-Holstein als Staatssekretär tätig. Im Zuge der Bildung des Kabinetts Günther II schied er am 29. Juni 2022 wieder aus diesem Amt aus. Bis zur Selbstauflösung am 8. April 2022 war er stellvertretendes Mitglied der Deutsch-Russischen Freundschaftsgruppe des Bundesrates; er war außerdem in gleicher Funktion in der 2020 gegründeten deutsch-polnischen Freundschaftsgruppe tätig.
Am 28. Juni 2022 wurde er zum Präsidenten der Schleswig-Holsteinischen Juristischen Gesellschaft gewählt, einem Netzwerk für Juristinnen und Juristen.

### Privates
Hoops ist verheiratet und Vater zweier Kinder.